# Plataforma de negociación electrónica

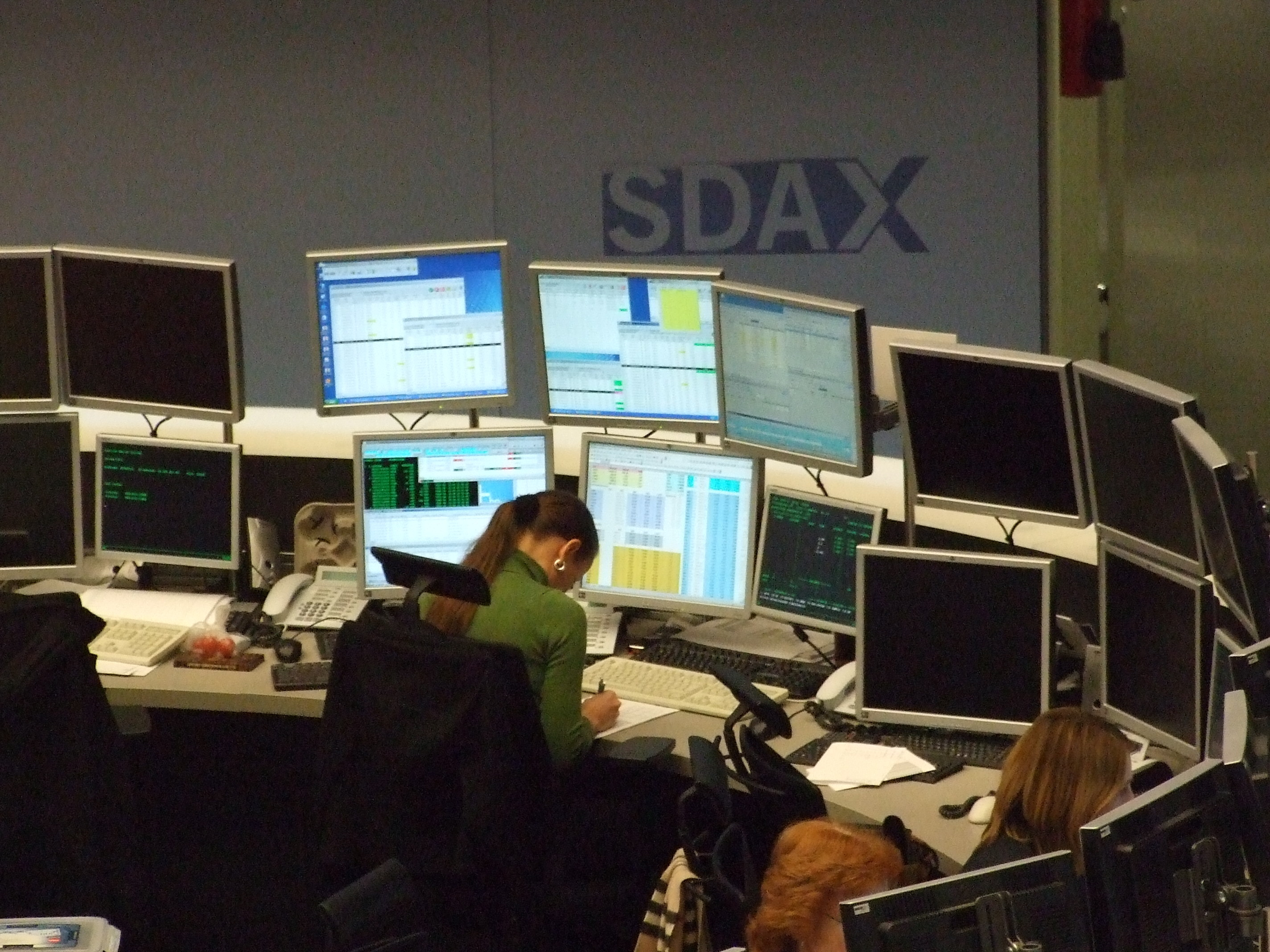
Plataforma de negociación electrónica utilizada en laDeutsche Börse.

En asuntos financieros, una plataforma de negociación electrónica, también conocida como plataforma de operaciones en línea, es un programa informático que puede utilizarse para cursar órdenes de productos financieros a través de una red mediante un intermediario financiero. Se puede operar con diversos productos financieros mediante la plataforma de negociación, a través de una red de comunicación con un intermediario financiero o directamente entre los participantes o miembros de la plataforma. Incluye productos como acciones, bonos, divisas, materias primas, derivados y otros, mediante un intermediario financiero, como corredores, creadores de mercado, bancos de inversión o bolsas de valores. Estas plataformas permiten a los usuarios realizar operaciones electrónicas desde cualquier lugar y contrastan con la negociación tradicional a viva voz y por teléfono. A veces, el término “plataforma de negociación” también se utiliza en referencia al software de negociación mismo.
Las plataformas electrónicas de negociación suelen ofrecer precios de mercado en directo con los que los usuarios pueden negociar y acostumbran a proporcionar herramientas de negociación adicionales, como paquetes de gráficos, noticias y funciones de gestión de cuentas. Algunas plataformas se han diseñado específicamente para permitir el acceso a los particulares a mercados financieros a los que antes sólo podían entrar las empresas de negociación especializadas. También pueden estar diseñadas para operar automáticamente con estrategias específicas basadas en el análisis técnico o para realizar operaciones de alta frecuencia
Las plataformas electrónicas de negociación suelen ser compatibles con los dispositivos móviles y están disponibles para Windows, Mac, Linux, iOS y Android, lo que facilita la entrada en el mercado y contribuye al auge de la inversión minorista.

## Etimología
El término "plataforma de negociación" se utiliza generalmente para evitar la confusión con "sistema de negociación", que se asocia más a menudo con el método o estrategia de negociación que con el sistema informático utilizado para ejecutar órdenes en los círculos financieros. En este caso, por “plataforma” se entiende un tipo de sistema informático o entorno operativo, como una base de datos u otro software específico.

## Desarrollo histórico
Tradicionalmente, las transacciones se han gestionado manualmente, entre corredores o contrapartes. Sin embargo, a partir de la década de 1970, una mayor parte de las transacciones han migrado a plataformas de negociación electrónica. Éstas pueden incluir redes de comunicación electrónica, sistemas alternativos de negociación, "dark pools" y otros.
Las primeras plataformas de negociación electrónica solían estar asociadas a las bolsas de valores y permitían a los corredores colocar órdenes a distancia utilizando redes privadas especializadas y terminales tontos. Los primeros sistemas no siempre ofrecían precios en tiempo real, sino que permitían a los intermediarios o clientes cursar una orden que se confirmaba un tiempo después. Este sistema se conoce como “solicitud de cotización”.
En 1971, los agentes de la National Association of Securities crearon el Nasdaq, que funcionaba de forma totalmente electrónica en una red informática. Nasdaq se inauguró el 8 de febrero de 1971. Rápidamente ganó popularidad y, en 1992, representaba el 42% del volumen de negociación de EE. UU.
Con la llegada de los mercados financieros electrónicos, pronto se lanzaron también plataformas electrónicas de negociación. En 1992, Globex se convirtió en la primera plataforma de negociación electrónica en llegar al mercado. E-Trade, una empresa que empezó como servicio de corretaje en línea, pronto lanzó también su propia plataforma dirigida al consumidor. Estas plataformas ganaron popularidad rápidamente, con una tasa de crecimiento de E-Trade del 9% mensual en 1999. A finales de la década de 2000, con la aparición de las herramientas digitales, comenzó a aparecer una nueva generación de empresas de inversión, que empezaron a ofrecer servicios para ayudar a operar a los inversores no profesionales. En 2007, se fundó la sociedad de inversión multiactivos eToro, centrada en el copy trading, el trading social y otros tipos de servicios de inversión. En 2017, se fundó la bolsa de bitcoins Binance.
Los sistemas de negociación evolucionaron para permitir la difusión en directo de los precios y la ejecución casi instantánea de las órdenes, así como el uso de Internet como red subyacente, con lo que la ubicación pasó a ser mucho menos relevante. Algunas plataformas de negociación electrónica han incorporado herramientas de programación e incluso API que permiten a los operadores desarrollar robots y sistemas de negociación automáticos o algorítmicos.
La interfaz gráfica de usuario cliente de las plataformas electrónicas de negociación puede utilizarse para colocar diversas órdenes; a veces también se denominan torretas de negociación (aunque esto puede suponer un uso incorrecto del término, ya que algunos se refieren así a los teléfonos PBX especializados que utilizan los operadores).
Durante el periodo de 2001 a 2005, el desarrollo y la proliferación de plataformas de negociación se tradujo en la creación de portales de negociación en línea especializados, que eran centros electrónicos en línea en los que se podía elegir entre numerosas plataformas de negociación electrónica, en lugar de limitarse a la oferta de una sola entidad.

## Normativa

### Información
En 1995, la U.S. Securities and Exchange Commission (SEC) promulgó la norma 17a-23, que exigía a toda plataforma de negociación automatizada registrada que comunicara trimestralmente información sobre participantes, órdenes y operaciones. Exigir a las plataformas que cumplan los requisitos de transparencia previos y posteriores a la negociación ha supuesto un mayor incentivo para que los usuarios confíen en las plataformas de negociación electrónica.

### Normas de gestión de órdenes
La fragmentación del mercado llevó a algunos creadores de mercado del Nasdaq en Instinet a cotizar precios mejores que sus propias cotizaciones en el Nasdaq. Para resolver esta discrepancia, la SEC introdujo en 1996 las normas de gestión de órdenes (Order Handling Rules). Estas normas exigían a los especialistas bursátiles y a los creadores de mercado del Nasdaq que expusieran públicamente cualquier precio cotizado en un sistema de negociación propio que representara una mejora de sus precios mostrados. Otra norma de gestión de órdenes obligaba a los creadores de mercado  a enseñar el volumen y el precio de cualquier orden limitada de un cliente que aumentara el volumen al precio cotizado o mejorara la cotización del creador de mercado.

### Decimalización
La SEC instituyó la decimalización en 2001, exigiendo a los creadores de mercado que valoraran los instrumentos financieros en incrementos de 0,01 $, frente a la norma anterior de 0,0625 $. Este cambio redujo significativamente los márgenes, lo que supuso un incentivo para que los grandes intermediarios utilizaran sistemas de gestión electrónica y, a la larga, se tradujo en una disminución de los costes de negociación.

## Características

### Datos históricos
Las plataformas electrónicas de negociación suelen proporcionar a sus clientes datos históricos, incluidos gráficos, para fundamentar las decisiones de negociación. Estos gráficos pueden ampliarse a menudo para incluir una amplia gama de fechas y pueden utilizarse en el análisis técnico de un determinado instrumento. Por ejemplo, el corretaje en línea E-Trade proporciona parámetros que incluyen recomendaciones de analistas, objetivos de precios, cuentas de resultados y datos sobre rentabilidades pasadas.

### Noticias de actualidad
Las plataformas de negociación suelen ofrecer noticias de actualidad para que los usuarios tomen decisiones informadas sobre sus operaciones. Esto puede incluir artículos sobre empresas concretas o calificaciones actualizadas, dadas por empresas independientes versadas en determinadas materias primas. En algunas aplicaciones, estas noticias especializadas permiten a los operadores minoristas acceder a la misma información que sus homólogos profesionales.

### Seguimiento de la cartera
Otra característica habitual de las plataformas de negociación es la posibilidad de realizar un seguimiento de la cartera del usuario, lo que puede influir en las operaciones en función del rendimiento del operador.